# Stadtschleuse Rathenow
Die Stadtschleuse Rathenow ist eine Schleuse der Unteren Havel-Wasserstraße (UHW) in der Stadt Rathenow. In den Havelarmen Schleusenkanal, Rathenower Havel, Wehrarm Hinterarche, Wehrarm Vorderarche, Nebenarm Hellers Loch und Stadtkanal befinden sich verschiedene Wehre und Schleusen. Sie bilden in ihrer Gesamtheit die Staustufe Rathenow. Der gemittelte Wasserspiegelunterschied zwischen Ober- und Unterwasser beträgt ein Meter. Über das Unterhaupt der Schleuse führt eine Straßenbrücke.

## Geschichte
Eine erste Erwähnung einer Veränderung des Havelabflusses in Rathenow durch die Errichtung von Mühlenstaus fällt bereits in das Jahr 1288. Im selben Jahr wird erstmals der  fossatum ipsius civitatis, der Stadtgraben beschrieben. In der Zeit von 1548 bis 1559 wurde in Rathenow eine Kesselschleuse erbaut und somit der Schifffahrt eine durchgängige Passage gewährleistet. Am selben Standort wurde 1732 die erste Stadtschleuse als Kammerschleuse errichtet. Immer wieder, besonders in den Jahren von 1883 bis 1912 fanden umfangreiche Umbau- und Erneuerungsmaßnahmen statt. Bis 1977 hatte die Schleuse Holztore, welche dann durch stählerne Stemmtore ersetzt wurden. 1988 wurden die Schleusenhäupter erneuert und die Stahltore ausgewechselt. Das Betriebsgebäude unmittelbar an der Schleusenbrücke wurde 2006 instand gesetzt und restauriert. Die heutige Schleusenkammer, etwa in der Bauausführung von 1884 ist 71,50 Meter lang und 8,45 Meter breit. Sie ist als Kammerschleuse mit steilen Kammerwänden gestaltet. Die Schleusenwände bestehen aus Klinkermauerwerk und Sandstein. Die Häupter und die Kammersohle sind aus Beton. Das Obertor und das Untertor sind Stahlstemmtore mit Torschützen. Als Revisionsverschluss dienen Dammbalken mit Nadeln.
Gegen Ende des 19. Jahrhunderts war die Leistungsfähigkeit der alten Schleuse nicht mehr ausreichend. Das führte dazu, dass ein künstlicher Schleusenkanal mit einer 220 Meter langen Schleuse, der Schleuse Rathenow gebaut wurde. Die Stadtschleuse wird heute fast nur noch von der Sportschifffahrt und gelegentlich von Fahrgastschiffen genutzt.

## Betriebszeiten
Die Schleuse liegt an der Schleusenstraße in Rathenow und wird nur im Sommer von Mai bis September vor Ort betrieben. In dieser Zeit ist sie täglich zwischen 9:15 und 18:45 Uhr über Telefon ansprechbar.

## Nächste Schleusen
Ein Kilometer westlich der Stadtschleuse liegt die für die Berufsschifffahrt wichtigere Schleuse Rathenow.

| Schleusenfolge der Unteren Havel-Wasserstraße |                                         |         |                        |         |                |           |
| Kanal-km                                      | aufwärts                                | Haltung | Lage km 104,56         | Haltung | abwärts        | Kanal-km  |
| km 81,95                                      | Schleuse Bahnitz + Kahnschleuse Bahnitz | 22,6 km | Stadtschleuse Rathenow | 12,4 km | Schleuse Grütz | km 116,98 |

## Karten
- Folke Stender (Redaktion): Sportschifffahrtskarten Binnen 1. Nautische Veröffentlichung Verlagsgesellschaft. ISBN 3-926376-10-4.